# Фолк диск
Фолк диск (ПГП Фолк диск) издавачка је кућа из Салаша код Зајечара.

## Историја
Издавачка кућа Фолк диск основана је 1990. године у Салашу код Зајечара. Прва дјелатност компаније била је продукција аудио и видео издања. Компанија Фолк диск 1995. године почиње емитовање радио програма преко Хит радија, а 2000. године са радом је почела и Телевизија Фолк диск. Године 2012. ТВ Фолк диск мијења име у ТВ Исток.
Многи пјевачи и музичке групе издавали су своје албуме у Фолк диску. Ова издавачка кућа углавном се бави продукцијом влашке народне музике.

## Познати извођачи
- Надица Јовановић
- Слободан Домаћиновић